# Fideris
Fideris (Reto-Romaans: Fadrein; Italiaans (verouderd): Fidrisio) is een gemeente en plaats in het Zwitserse kanton Graubünden, en maakt deel uit van het district Prättigau/Davos.
Fideris telt 592 inwoners.